# Fotis Zisimopulos
Fotis Zisimopulos (ur. 11 grudnia 1982) – grecki lekkoatleta uprawiający biegi długodystansowe, specjalizujący się w ultramaratonach. Czterokrotny zwycięzca Spartathlonu.

## Kariera
W latach 2021-2024 czterokrotnie wygrywał Spartathlon. W 2023 roku osiągnął czas 19:55:09, pobijając 39-letni rekord świata należący do Janisa Kurosa.
W grudniu 2023 roku z dystansem 292,254 km został wicemistrzem świata w biegu 24-godzinnym, ustępując jedynie Aleksandrowi Sorokinowi.